# آی‌بی‌ام ایگل
پردازنده آی‌بی‌ام ایگل (انگلیسی: IBM Eagle) سامانه رایانش کوانتومی با ۱۲۷ کیوبیت است. آی‌بی‌ام ادعا می‌کند که شبیه‌سازی این پردازنده توسط هیچ کامپیوتر کلاسیکی امکان‌پذیر نیست. این پردازنده از نسخه دوم رایانه کوانتومی جیوژانگ (Jiuzhang) چین دو برابر بزرگ‌تر است.
این پردازنده در ۱۶ نوامبر ۲۰۲۱ رونمایی شد و تا نوامبر ۲۰۲۲ به‌عنوان قدرتمندترین پردازنده کوانتومی شناخته می‌شد، تا زمانی که پردازنده آی‌بی‌ام اوسپری (IBM Osprey) با ۴۳۳ کیوبیت جایگاه آن را گرفت.
آی‌بی‌ام ایگل تقریباً دو برابر قدرتمندتر از پردازنده قبلی این شرکت، یعنی Hummingbird است که در سال ۲۰۲۰ با ۶۵ کیوبیت طراحی شد. آی‌بی‌ام بر این باور است که فرایندهای استفاده‌شده در تولید ایگل پایه و اساس پردازنده‌های آینده این شرکت خواهند بود.